# Domenico Mattiello
Domenico Mattiello (Napoli, 3 gennaio 1983) è un pallanuotista italiano, di ruolo difensore.

## Biografia
Difensore centrale, ha iniziato la sua carriera giovanissimo nel Posillipo.
Ha militato in Nazionale giovanile in tutte le sue categorie, con i club invece ha trascorso la sua carriera pallanuotistica giocando con Posillipo, C.C. Ortigia, Rari Nantes Napoli, Volturno, Acquachiara, Latina Pallanuoto, Rari Nantes Arechi, Cesport Napoli e Ischia Marine.

## Palmarès

### Club
- Campionato italiano: 1

Posillipo: 2000-01
- Coppa Comen: 1

Ortigia: 2001

### Nazionale
- Universiadi

Bangkok 2007: 